# جان کانلی (بازیکن فوتبال ۱۹۱۰)
جان کانلی (انگلیسی: John Connelly؛ زادهٔ) بازیکن فوتبال اهل بریتانیا است.
از باشگاه‌هایی که در آن بازی کرده‌است می‌توان به باشگاه فوتبال برادفورد سیتی اشاره کرد.